# Robert Roode
Robert Francis „Bobby“ Roode Jr. (* 11. Mai 1977 in Peterborough, Ontario) ist ein kanadischer Wrestler, der aktuell als Producer bei World Wrestling Entertainment (WWE) unter Vertrag steht. Er ist ehemaliger TNA World Heavyweight Champion.

## Wrestling-Karriere

### Anfänge
Roode begann seine Karriere im Juni 1998 und wurde in seiner Heimatstadt von Shane Sewell und Sean Morley trainiert. Im Anschluss daran war er bis 2004 in der Independentszene sowie in Darkmatches bei der WWE zu sehen.

### Total Nonstop Action Wrestling (2004–2016)
Im Mai 2004 wurde Roode von Total Nonstop Action Wrestling unter Vertrag genommen und debütierte als Mitglied von Team Canada. Dabei gewann er zusammen mit Eric Young zwei Mal, nämlich am 10. Oktober 2004 sowie am 7. Dezember 2004, die NWA World Tag Team Championship. In diesem Team war er bis Juli 2006 Mitglied, ehe sich die Gruppierung auflösen musste. Anschließend folgten Fehden gegen unter anderem Eric Young und Booker T.
In der TNA-iMPACT!-Ausgabe vom 12. Juni 2008 begann Roode eine Allianz mit James Storm und fehdete gegen die amtierenden Tag Team Champions LAX (Hernandez & Homicide). Von selbigen gewann das Tag Team Roode/Storm, welches fortan unter dem Namen Beer Money Inc. antrat, bei Hard Justice am 10. August 2008 die TNA World Tag Team Championship. Diese hielten sie bis zum 16. Dezember 2008 bei TNA iMPACT, gewannen sie jedoch bei Genesis am 11. Januar 2009 von Lethal Consequences (Jay Lethal und Consequences Creed) zurück. Der erneute Titelverlust folgte bei Lockdown am 10. April 2009 an Team 3D. Bei Slammiversary am 21. Juni 2009 holte sich Roode zusammen mit Storm den Tag-Team-Titel zurück. Am 19. Juli 2009 bei Victory Road mussten sie die Titel an die Main Event Mafia (Booker T und Scott Steiner) abgeben.
Im Juni 2010 wurde Roode ein Teil der Gruppierung Fortune. Bei Genesis am 9. Januar 2011 erhielt Roode erneut mit Storm die Tag-Team-Titel nach einem siegreichen Match gegen die Motor City Machine Guns (Alex Shelley & Chris Sabin). Am 9. August 2011 bei Impact Wrestling verloren sie die Titel an Mexican America (Anarquia & Hernandez). Dies ist die bis dato längste Titelregentschaft im Tag-Team-Bereich von TNA.

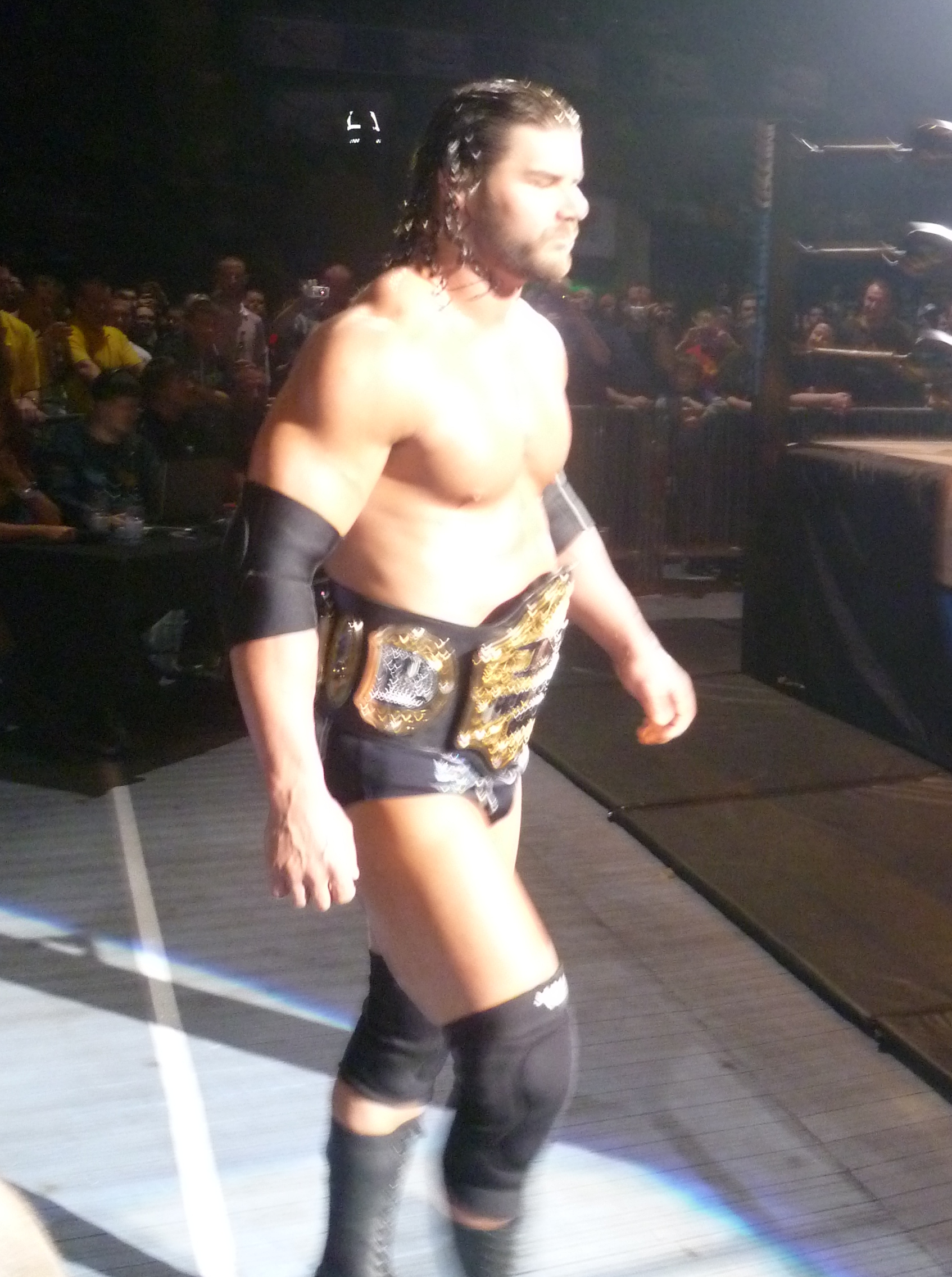
TNA World Heavyweight Champion Roode im Jahr 2012.

Bei der Großveranstaltung No Surrender am 11. September 2011 gewann er die Bound for Glory Series, wodurch er sich das Recht auf ein Titelmatch sicherte. Dieses Match bei der Großveranstaltung Bound for Glory am 16. Oktober 2011 gegen den damaligen TNA World Heavyweight Championship Kurt Angle verlor er jedoch. Zwei Wochen später am 26. Oktober 2011 gewann er den Titel bei den Aufzeichnungen zu Impact Wrestling von seinem Tag-Team-Partner James Storm, was das Ende von Beer Money bedeutete.
Am 8. Juli 2012 bei Destination X verlor Roode den Titel nach der längsten Titelregentschaft an Austin Aries. Zusammen mit Aries gewann er bei den Impact Wrestling-Aufzeichnungen vom 25. Januar 2013 erneut die TNA World Tag Team Championship, die sie aber am 11. April 2013 wieder an die vorherigen Titelträger Chavo Guerrero und Hernandez abgeben mussten.
Am 18. Dezember 2014 besiegte er Lashley und gewann zum zweiten Mal die TNA World Heavyweight Championship. Den Titel verlor er am 7. Januar 2015 wieder an Lashley. Am 28. Juli 2015 gewann er von PJ Black die TNA King of the Mountain Championship. Den Titel verlor er am 6. Januar 2016 an Eric Young.
Am 5. Januar 2016 bei der Debüt-Ausgabe beim neuen Sender PopTV, feierte James Storm seine Rückkehr zu TNA, womit auch Beer Money Inc. wieder vereint war. Sie fehdeten im Anschluss gegen Eric Young und Bram. Am 31. Januar 2016 gewannen zum sie von The Wolves (Davey Richards und Eddie Edwards) die TNA World Tag Team Championship. Die Titel verloren sie am 19. März 2016 an Decay (Abyss und Crazzy Steve). Nach der Niederlage verließ Roode TNA nach zwölf Jahren.

### World Wrestling Entertainment (seit 2016)

#### NXT Champion(2016–2017)

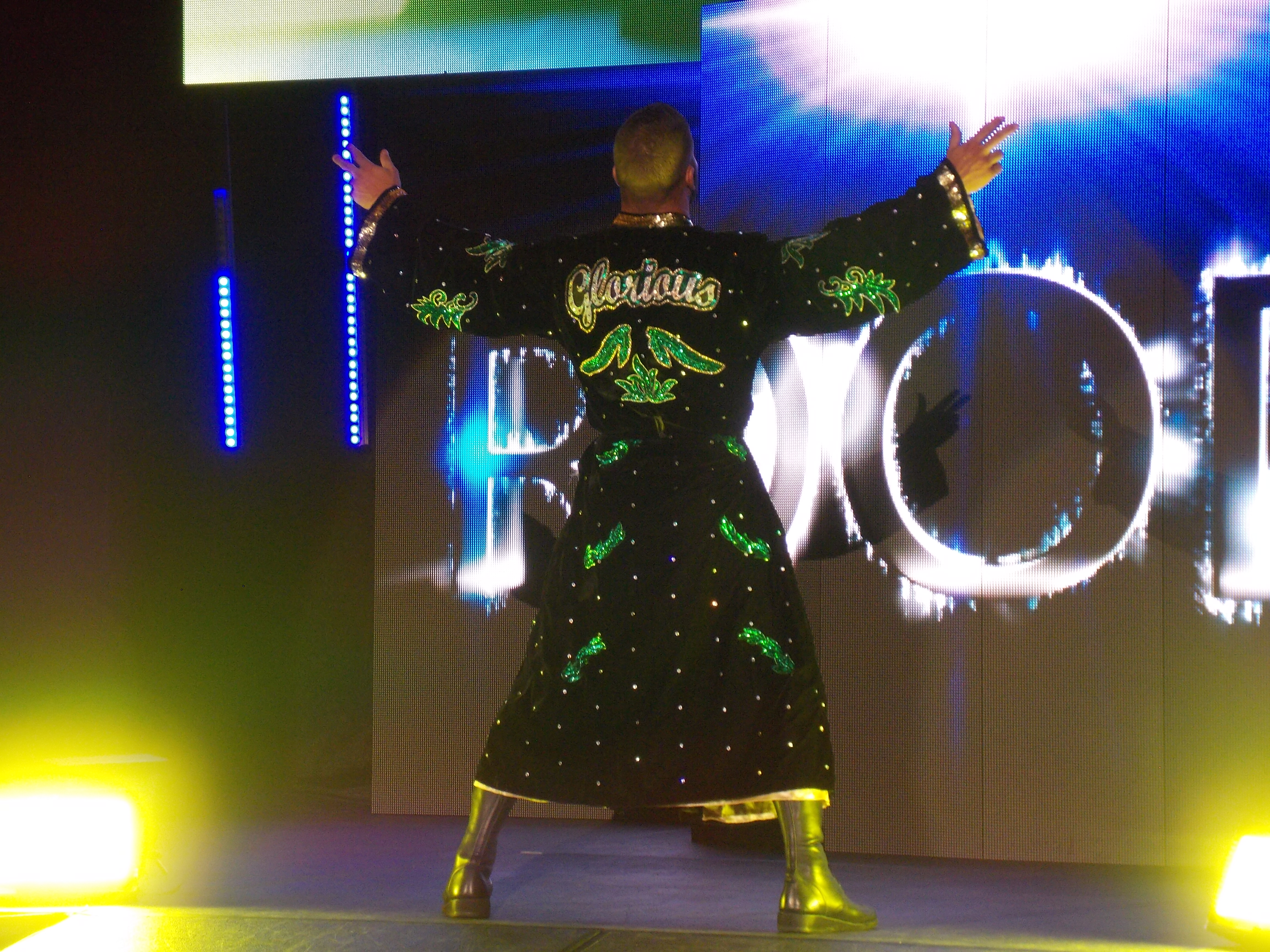
Roode bei WWE Live im Jahr 2016

Am 1. April 2016 bei NXT TakeOver: Dallas wurde Roode in der Zuschauermenge gezeigt. Bei der nächsten NXT Großveranstaltung am 8. Juni 2016 bei NXT TakeOver: The End erschien Roode während eines Interviews mit William Regal im Hintergrund der Szene und betrat dessen Büro. Am 11. Juni 2016 bestritt er bei einer NXT-Houseshow sein erstes Match in der WWE, in dem er Angelo Dawkins besiegte. Bei der NXT-Ausgabe vom 3. August 2016 feierte Roode sein Fernseh-Debüt in der WWE. Bei der NXT Großveranstaltung NXT TakeOver: Brooklyn II besiegte er Andrade Almas. Roode nahm mit Tye Dillinger als Partner an der Dusty Rhodes Tag Team Classic 2016 teil. Bei der NXT-Ausgabe vom 12. Oktober verloren sie in der ersten Runde gegen SAnitY (Alexander Wolfe und Sawyer Fulton), nachdem sich Roode gegen seinen Partner wendete. Daraufhin begann er eine Fehde gegen Tye Dillinger. Diese endete bei NXT TakeOver: Toronto am 19. November 2016, nachdem Roode Tye Dillinger besiegen konnte. Am 28. Januar 2017 bei NXT TakeOver: San Antonio besiegte er Shinsuke Nakamura und gewann zum ersten Mal die NXT Championship. Nach mehreren erfolgreichen Titelverteidigungen, u. a. gegen Kassius Ohno, Shinsuke Nakamura, Kenta Kobayashi und Roderick Strong verlor er den Titel am 19. August 2017 bei NXT: TakeOver Brooklyn III an Drew McIntyre. Kurz danach verließ er NXT und stieg ins Main Roster der WWE auf.

#### United States Champion(2017–2018)
Roode debütierte im Main Roster in der SmackDown-Live-Ausgabe vom 22. August 2017 mit einem Sieg gegen Aiden English. Fehden gegen Dolph Ziggler und Baron Corbin schlossen sich an. Am 16. Januar 2018 gewann Roode bei SmackDown ein Turnier um die vakante WWE United States Championship. Im Finale setzte er sich gegen Jinder Mahal durch und krönte sich durch den Turniersieg zum WWE United States Champion. Diesen Titel konnte er erfolgreich gegen Mojo Rawley und Rusev verteidigen, verlor ihn jedoch am 11. März 2018 bei Fastlane an Randy Orton. Zusammen mit Charlotte Flair nahm Roode 2018 auch an der ersten Staffel der Mixed Match Challenge teil, beide unterlagen im Finale dieses Turniers jedoch dem Team aus Asuka und The Miz.

#### Heel-Turn und verschiedene Fehden (2018 bis 2021)
Beim Superstar Shake-Up nach Wrestlemania wechselte Roode am 16. April 2018 zu Raw. Am 17. Juni war er Teilnehmer des traditionellen Leitermatches bei Money in the Bank, konnte jedoch nicht gewinnen. Am 3. September bildete Roode ein Tag Team mit Chad Gable, mit dem er bei Survivor Series am 18. November 2018 gemeinschaftlich Team Captain für das Tag Team Elimination-Match für Raw wurde. Im Anschluss fehdeten sie gegen die Authors of Pain (Akam und Rezar) und konnten schließlich in der Raw-Ausgabe vom 10. Dezember 2018 ein Handicap Match gegen diese und ihren Manager Drake Maverick gewinnen. Hierbei pinnte Roode Maverick. Die Titel verloren sie zwei Monate später in der Raw-Ausgabe vom 11. Februar 2019 an The Revival.
Seit der Raw-Ausgabe am 22. April 2019 tritt er in der WWE unter dem Namen Robert Roode auf, zudem trennte man das Tag Team zwischen ihm und Chad Gable. In der Raw-Ausgabe vom 20. Mai 2019 gewann Roode, den neu eingeführten WWE 24/7 Championship von Titus O’Neil, diese Regentschaft endete aber bereits in derselben Nacht und verlor den Titel später an R-Truth. Im August bildete er ein Tag Team mit Dolph Ziggler. Am 15. September 2019 gewann er zusammen mit ihm die WWE Raw Tag Team Championship von Braun Strowman und Seth Rollins. Die Regentschaft hielt 29 Tage und verloren die Titel schlussendlich am 14. Oktober 2019 an The Viking Raiders Erik & Ivar. Im Rahmen des WWE Drafts wechselte Roode am 14. Oktober 2019 von Raw zu SmackDown.
Robert Roode wurde am 10. Dezember 2019 von der WWE für 30 Tage gesperrt wegen eines Verstoßes gegen die Anti-Doping-Richtlinien. Am 10. Januar 2020 kehrte er in die SmackDown Shows zurück und attackierte mit Dolph Ziggler und King Corbin, The Usos und Roman Reigns. Am 22. Juni 2020 wechselte Roode zu Raw. Am 12. Oktober 2020 wechselte er durch den Draft zu SmackDown. Am 8. Januar 2021 gewann er zusammen mit Dolph Ziggler die SmackDown Tag Team Championship, hierfür besiegten sie The Street Profits Angelo Dawkins und Montez Ford. Die Regentschaft hielt 128 Tage und verloren die Titel, schlussendlich am 16. Mai 2021 bei WrestleMania Backlash an Rey Mysterio und Dominik Mysterio. Am 4. Oktober 2021 wurde er beim WWE Draft zu Raw gedraftet.

#### Gesundheitliche Probleme und Rücktritt von aktiven Wrestling (seit 2024)
Nachdem er mit gesundheitlichen Problemen zu kämpfen hatte, legte er seine aktive Karriere auf Eis, schloss jedoch weitere Matches nicht aus. Seitdem ist er bei der WWE backstage als Produzent aktiv.

## Titel und Auszeichnungen
- World Wrestling Entertainment

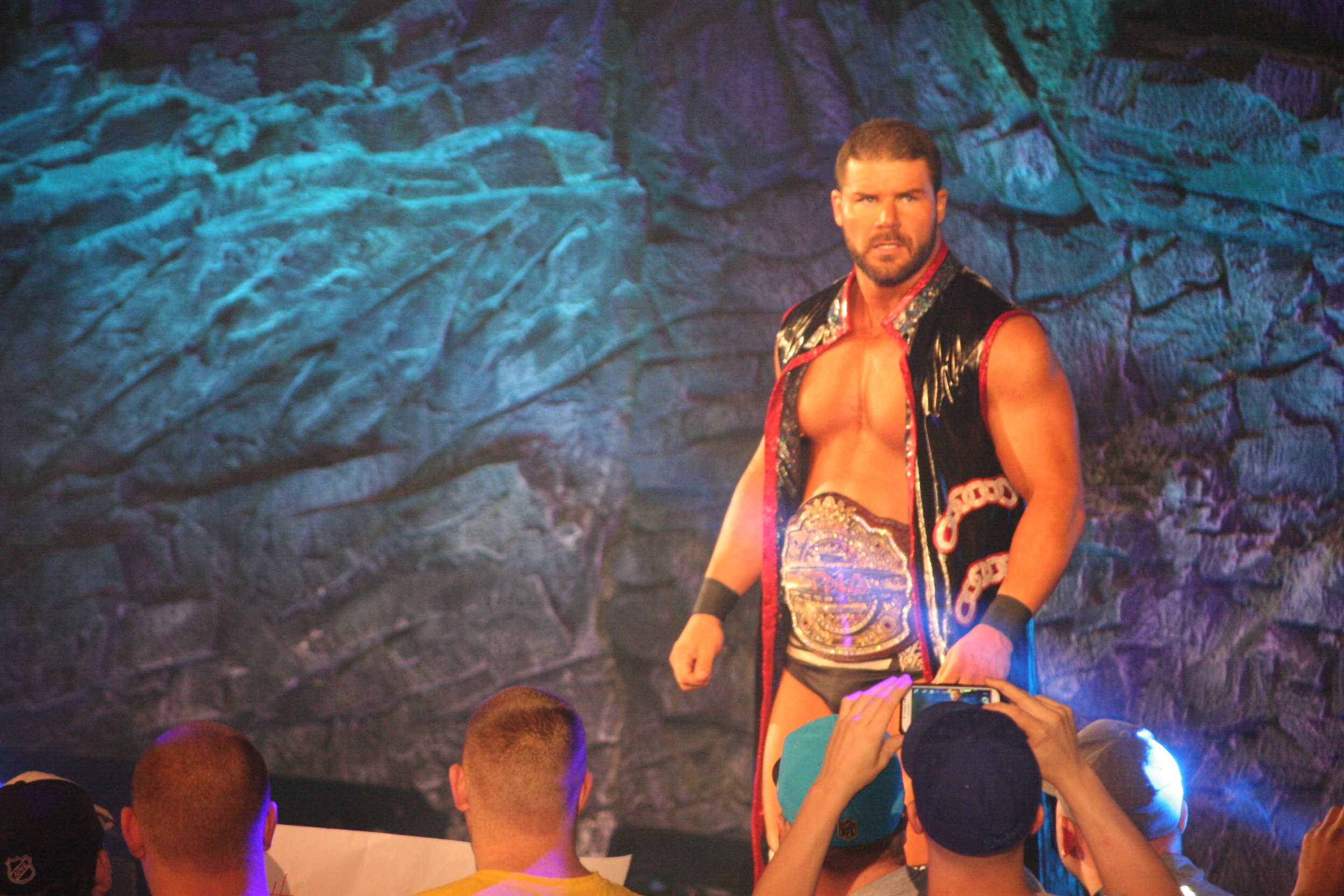
TNA King of the Mountain Champion Roode im Jahr 2015

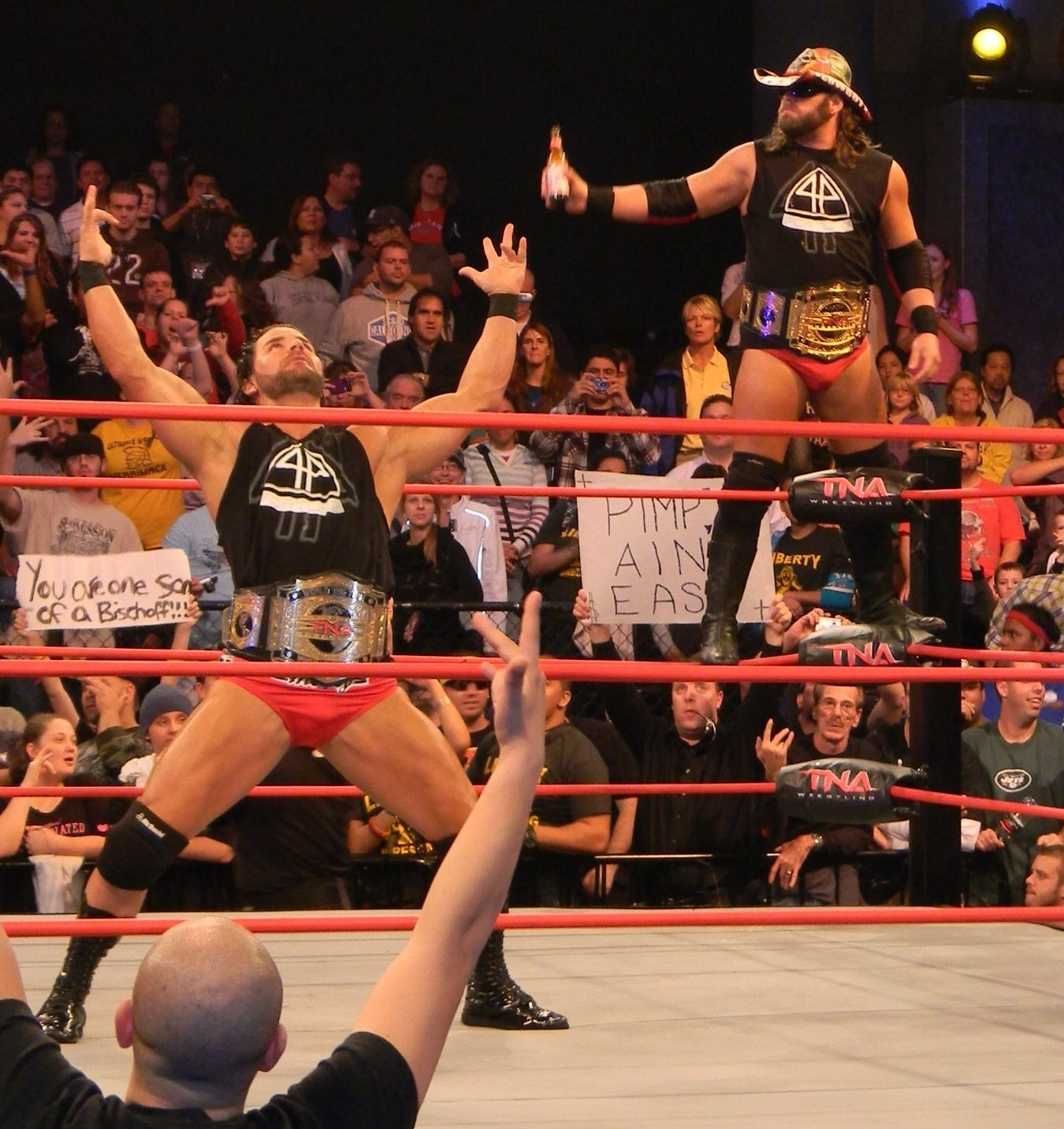
TNA World Tag Team Champions Beer Money Inc. im Jahr 2011

  - WWE United States Championship (1×)
  - WWE Raw Tag Team Championship (2× 1x mit Chad Gable 1x mit Dolph Ziggler)
  - SmackDown Tag Team Championship (1×) mit Dolph Ziggler
  - NXT Championship (1×)
  - WWE 24/7 Championship (1×)

- Total Nonstop Action Wrestling
  - TNA World Heavyweight Championship (2×)
  - TNA King of the Mountain Championship (1×)
  - TNA World Tag Team Champion (5× mit James Storm, 1× mit Austin Aries)
  - NWA World Tag Team Champion (2× mit Eric Young)
  - Bound for Glory Series (2011)

- All–Canadian Pro Wrestling
  - ACPW Heavyweight Championship (1×)

- Atlantic Coast Wrestling
  - ACW International Heavyweight Championship (1×)

- Border City Wrestling
  - BCW Can-Am Heavyweight Championship (1×)
  - BCW Can-Am Tag Team Championship (1× mit Petey Williams)

- NWA Shockwave
  - NWA Cyberspace Heavyweight Championship (1×)

- Prime Time Wrestling
  - PTW Heavyweight Championship (2×)

- Real Action Wrestling
  - RAW Heavyweight Championship (4×)

- Twin Wrestling Entertainment
  - TWE Heavyweight Championship (1×)>

- Universal Wrestling Alliance
  - UWA Heavyweight Championship (2×)
  - UWA Tag Team Championship (1× mit Petey Williams)